# 皇家赌场 (小说)
《皇家赌场》（英語：Casino Royale）是英国作家伊恩·弗莱明的處女作，于1953年出版，也是詹姆斯·邦德系列小说的开山之作，弗莱明之后陆续推出十一部长篇和两部短篇選集，其他作者也加入其中，创作多部续作。小说围绕英国秘密情报局特工詹姆斯·邦德展开，他受命前往法国赌场参加高额赌局，在中央情报局特工帮助下完成任务，但很快又陷入危险，还发现所爱的女人是苏联双重间谍。
弗莱明根据第二次世界大战期间在英国海军情报局的亲身经历创作小说，仅用两个月就基本完成，此后的小说也大致保持如此速度，他的上级、同事以及工作中了解的事迹都成为书中重要元素。小说所涉主题包括战后英国在世界舞台上的地位、英国特工叛逃苏联对英美关系的影响，以及善恶对抗、为恶者自取灭亡等。小说在英国大获成功，评论界也是一边倒的好评，几次再版都很快脱销，但在美国严重滞销，评价也远不及本土。
《皇家赌场》至今已改编成多种媒体作品，包括CBS电视网的电视节目，《每日快報》的连载漫画，2018年的图画小说，还在1967和2006年两度改编成电影。其中1967年版是“颠三倒四的全明星喜剧”片，由大衛·尼文扮演邦德；2006年版是重启作品，邦德由丹尼尔·克雷格诠释。

## 内容简介
英国秘密情報局主管派手下特工詹姆斯·邦德（代号“007”）前往法国北部的皇家莱索（Royale-les-Eaux）赌场，行动目标是在高额百家樂赌局中确保勒·希弗斯（Le Chiffre）输掉赌注破产。希弗斯控制着苏联反情报机关“反間諜總局”旗下贸易联合会的预算，破产将导致他无法补上组织资金缺口。邦德扮成牙买加富翁和花花公子，派秘密情报局苏联分部主任个人助理慧絲柏·蓮扮成他的情侣。中央情报局和法国总参谋部第二局均派特工现场关注。赌局很快成为希弗斯与邦德的激烈对抗，希弗斯拿下首轮，赢走邦德所有筹码。就在邦德考虑是否向汇报行动失败时，中央情报局特工费利克斯·雷特（Felix Leiter）送给他3200万法郎，里面还有纸条“马歇尔援助”。邦德再度走上赌桌并逐渐占据上风，其间希弗斯企图杀死邦德，但邦德笑到最后，赢走反間諜總局八千万法郎。
希弗斯铤而走险绑架蓮并严刑拷打邦德，威胁不给钱就杀一双。在此期间反間諜總局刺客前来杀死希弗斯，以此惩罚他输掉钱。刺客自称没有接到干掉英国间谍的命令，但在邦德手上刻下西里尔字母“Ш”，是俄语“间谍”的首字母，这样以后再有反間諜總局特工遇上就知道他是敌国间谍。
蓮每天都去探视入院疗养的邦德，他逐渐意识到已经爱上她，甚至打算离开秘密情报局与蓮双宿双飞。出院后，邦德与蓮在安静的旅馆共度并成为恋人。一天，两人发现被名叫盖特勒（Gettler）的男子跟踪，蓮对此表现得非常难受。第二天早上，邦德发现蓮已自杀，从留下的信来看，蓮一直被迫充当苏联内务部的雙重間諜。她的男友是波兰皇家空军飞行员，已被反間諜總局绑架，酷刑逼供之下被迫招出蓮的信息，反間諜總局利用信息逼迫蓮暗中破坏邦德的任务，所以之前的绑架也是假装。在此期间蓮也爱上邦德，想和他一起开始生活的新篇章，但看到反間諜總局特工盖特勒后明白自己永远无法摆脱，继续留在邦德身边只会害死他。邦德向秘密情报局上报蓮的双重间谍身份，冷酷地告诉联络员：“那婊子死了”。

## 背景

约翰·亨利·戈弗雷海军少将（图）是佛莱明在海军情报部服役期间的上级，也是詹姆斯·邦德系列小说中邦德上级M的原型

伊恩·弗莱明生于1908年，父亲瓦伦汀·弗莱明（Valentine Fleming）是富有银行家兼国会议员，1917年5月在第一次世界大战西方战线阵亡。伊恩先后在伊顿和桑赫斯特求学，还曾短暂进入慕尼黑大学和日内瓦大学深造。他换过多份工作，后获英国海军情报部长约翰·亨利·戈弗雷（John Henry Godfrey）少将聘为私人助理。1939年8月，弗莱明正式加入海军情报部成为全职人员，代号“1F”，二战期间一直在此任职。1939年初，他与有夫之妇、奥尼尔男爵的夫人安·奥尼尔（Ann O'Neill，娘家姓查特利斯）发生婚外情。
1942年，弗莱明在牙买加参加英美情报峰会，虽然这段时间当地暴雨不断，但他还是决定战争结束后来此定居。经朋友伊瓦尔·布莱斯（Ivar Bryce）帮忙，弗莱明在圣玛丽区买下土地，并将1945年建成的宅邸起名“黄金眼”（Goldeneye）。名称来源多种多样，弗莱明曾谈到战争期间他制订的黄金眼行动（Operation Goldeneye）计划，以及卡森·麦卡勒斯1941年小说《金色眼睛的映像》，书名意指美國海軍在加勒比地区使用的英国海军基地。
1945年5月复员后，弗莱明成为凯姆斯利（Kemsley）报业集团驻外经理，《星期日泰晤士報》当时就属该集团旗下产业，他负责督导该报的全球通讯风格，合同规定每年冬能在牙买加休假两个月。1948年，安·查特利斯（Ann Charteris）和弗莱明的女儿玛丽胎死腹中，两人于1951年订婚。
弗莱明早就告诉朋友写谍报小说的打算，但直到1952年初才从在婚礼前夕抽出时间，从2月17日开始在牙买加黄金眼庄园创作《皇家赌场》，结合个人经历和想象，他当天早上就打出两千字，1952年3月便完成手稿。此后的邦德系列图书也基本遵从这种创作模式。1963年5月，他在《书与书虫》（Books and Bookmen）杂志发文，自称“早上大概写三个钟头……晚上六到七点再写一小时。我从不修改，也从不回头检视写出来的东西……照我的办法，你一天也能写两千字。”
返回伦敦后，弗莱明将“糟糕透顶而愚昧无礼的作品”交给他在《泰晤士报》的红发秘书琼·豪（Joan Howe）重打，豪便是邦德小说中钱班霓小姐（Miss Moneypenny）的原型。前女友克莱尔·布兰查德（Clare Blanchard）建议他不要出版《皇家赌场》，或者最多只署化名。弗莱明在最终定稿阶段请朋友威廉·普洛默（William Plomer，之后成为邦德系列小说编辑）过目，自称“真的对此深感羞愧......估计翻完这堆垃圾你再也不想理我，但我还是想冒险试试”。普洛默觉得小说很有希望并将稿件复本寄到乔纳森·凯普出版社（Jonathan Cape），出版社起初反应冷淡，但在弗莱明的哥哥彼得推荐下同意出版。彼得·弗莱明此时已有颇有名气的旅行作家，作品也在乔纳森·凯普出版。
弗莱明的小说中没有明确说明日期，但有两位作家根据所有詹姆斯·邦德系列小说反映的情节和局势推导出时间轴。约翰·格里斯沃尔德（John Griswold）和亨利·钱斯洛（Henry Chancellor）都曾代表伊恩·弗莱明出版社创作图书，两人认为《皇家赌场》的故事发生在1951年。不过格里斯沃尔德提出两种可能，一种是发生在1951年5至7月，另一种是1952年5至7月。

## 发展

### 情节灵感
《皇家赌场》的创作灵感源自作者二战期间在海军情报部的工作经历，以及他得知的一些情况。弗莱明曾与部长戈弗雷将军经美国前往葡萄牙埃斯托里尔赌场（Casino Estoril）。葡萄牙在战争中保持中立，埃什托里尔人口暴增，到处都是战争各方的特工和间谍。弗莱明自称曾上台玩十一点，结果筹码都被“德国特工首脑”赢走。戈弗雷对此有不同说法，弗莱明当时不过是扮成葡萄牙商人，事后才幻想自己上台和德国特工对赌。
德国副总理、希特勒上台后担任德国大使的弗朗茨·馮·帕彭曾遭遇暗杀，这起事件是《皇家赌场》中希弗斯企图谋杀邦德的灵感来源。对手都是保加利亚人，帕彭和邦德均因树木挡住爆炸逃过一劫。希弗斯把邦德绑在没有底的椅子上，用鞭子抽他的生殖器，这段情节源自法摩洛哥裔酷刑技术，曾有多名英国战时特工遭遇这种酷刑，睾丸被曼陀林的钢弦切成两半。
弗莱明还在小说中四次提到“红色印第安人”（Red Indians），其中最后一页就有两次，这个词源自情报人员组成的英国第30突击队。突击队源于弗莱明的设想，“红色印第安人”也是他为部队取的绰号，但队员们都不喜欢。

### 角色

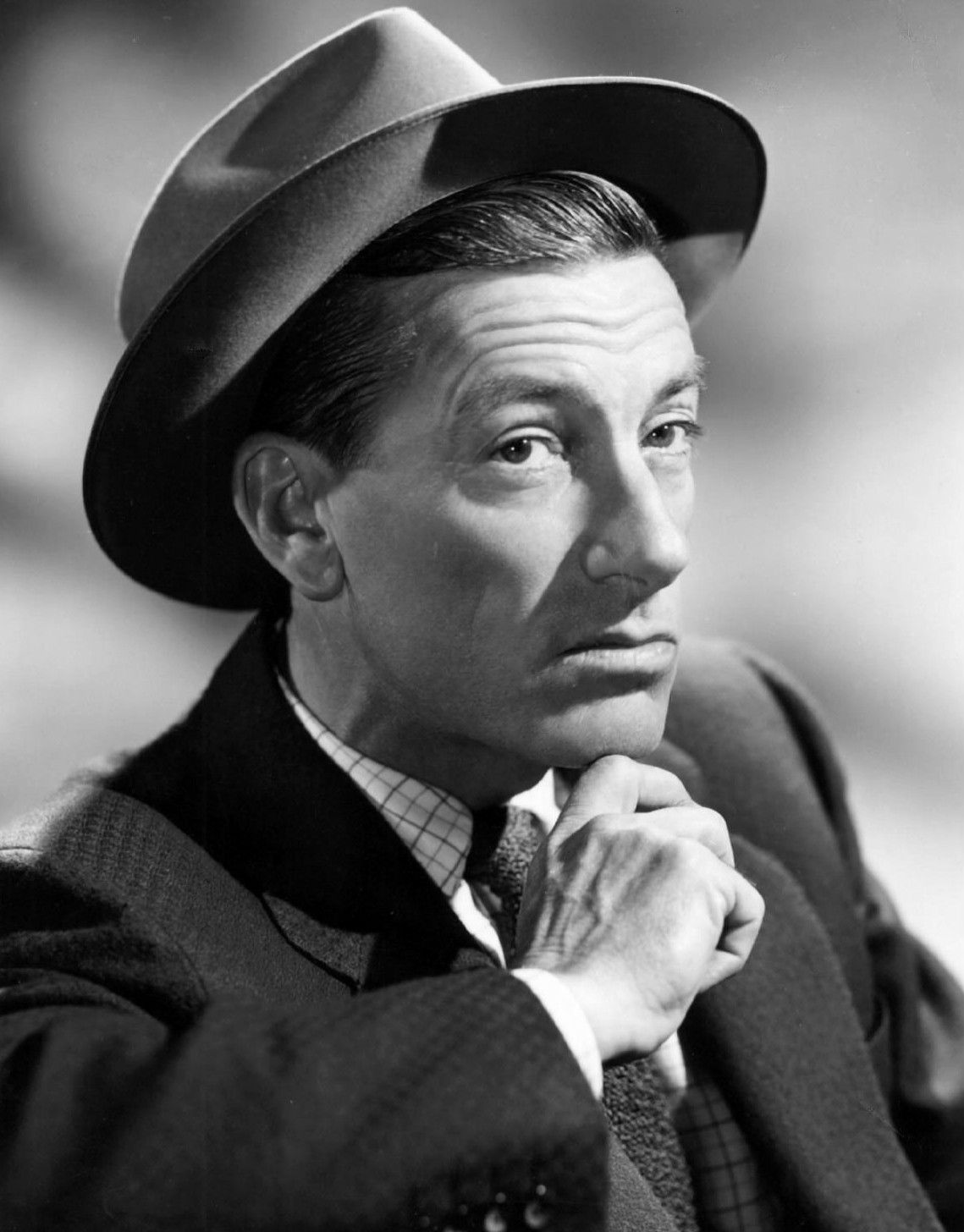
弗莱明眼中的詹姆斯·邦德长得就像霍奇·卡迈克尔

小说主角詹姆斯·邦德是秘密情报局特工，弗莱明起初给角色起名詹姆斯·塞兰坦（James Secretan），后来决定借用鸟类学著作《西印度群岛鸟类》（Birds of the West Indies）作者詹姆斯·邦德的名字。弗莱明还向邦德夫人表示：“这名字又短又不浪漫，很有盎格魯-撒克遜人风格和男子气概，而我正好就需要这样的名字，第二代詹姆斯·邦德就是这样诞生”。弗莱明还称，1953年创作第一本小说时，他本打算让邦德为人极其愚钝无趣，只是碰巧遇上各种事端，所以选名字的时候一听到詹姆斯·邦德，他就觉得“老天，这真是我听过最无趣的名字”。
弗莱明决定让邦德的个人形象与他本人和美国歌手霍奇·卡迈克尔相似，所以小说中慧絲柏·蓮称“邦德让我想到霍奇·卡迈克尔，但感觉更加冷酷无情”。曾为弗莱明立传的安德鲁·莱切特（Andrew Lycett）称，作者仅用几页就把邦德的大部分特质展现出来，这些特质包括外表、宾利轿车，以及抽烟和饮酒的习惯。男主角喜欢喝的马天尼酒详细配方直到第七章才透露，邦德最终为酒起名“慧絲柏”。根据邦德的要求，“慧絲柏”是在香槟高脚杯内调和三份戈登杜松子酒、一份伏特加、半份利莱酒，摇匀至冰凉后加入大块柠檬皮薄片。
弗莱明称，邦德是“我在战争期间遇到的所有秘密特工和突击队或类似组织成员的综合体”，但作者也把许多自身特质融入角色。邦德的品味往往与弗莱明相同，部分习惯也是如此；第一部小说以赌场引出男主角，因为作者觉得赌博技巧以及赌场中如何行为得体的知识很符合绅士特质。莱切特认为，邦德的大部分特点都是弗莱明在“实际梦想”。
弗莱明在海军情报局的领导戈弗雷以好斗且脾气暴躁闻名，邦德的上级基本是以他为原型。勒·希弗斯的原型很可能是知名英格兰神秘学家、占星家、神秘主義者和儀式魔法师阿萊斯特·克勞利，弗莱明根据他的身体特征创作希弗斯。克劳利有施虐和受虐倾向，希弗斯也是如此。弗莱明的另一位传记作者亨利·钱斯洛指出：“勒·希弗斯准备用地毯打浆机和切肉刀对付邦德睾丸的时候，阿萊斯特·克勞利的阴险身影就在背景中潜伏”。

## 风格
弗莱明曾在谈到自家作品时表示，虽然惊悚题材可能无法成为人们眼中上档次的文学作品，但他还是竭力做到最好，让大家觉得这些作品就是“能够当成文学作品阅读的惊悚小说”。书中通过耳熟能详的品牌和日常生活细节营造现实感，作家金斯利·艾米斯将这种手段称为“弗莱明效应”。艾米斯还指出，弗莱明以极富想象力的手段利用现实生活中的真实信息，从而让邦德的世界无处不在并置身某种现实框架内，或者至少可以说与现实平衡。小说家雷蒙德·本森（Raymond Benson）将小说章节末尾用于吸引读者继续观看下一章的悬念设定称为“弗莱明式收尾”，他后来也加入邦德小说的创作行列。小说家安东尼·伯吉斯认为，这些悬念设定与“强化版新闻风格”结合，营造“叙事速度感，让读者根本来不及嘲笑就迫不及待地看下去”。
符号学家兼散文家翁贝托·埃可在1979年著作《伊恩·弗莱明的叙事结构》（The Narrative Structure of Ian Fleming）中表示，弗莱明笔下的文字“很有韵律感，似乎包含光泽并且蕴含某种情感。这并不是说弗莱明是艺术家，但他的文笔就包含艺术”。埃可在谈到希弗斯之死时称，小说文字仿佛营造出巴洛克式情境，用完全不带感情色彩的言语描述画面，而且遣辞造句极其精准，在他看来，弗莱明的文学造诣已经远远超出人们理解。

## 主题
《皇家赌场》是在第二次世界大战结束后创作，受战争影响很大，英国此时仍是世界强国，西方和东方集团陷入冷战。新闻工作者威廉·库克（William Cook）指出，随着大英帝国实力的下降，“邦德迎合英国日益膨胀而且越来越没有安全感的自我形象，用大不列颠仍然能够拥有超出实际实力的幻想讨好我们”。文化史学家珍妮特·伍拉科特（Janet Woollacott）和托尼·贝内特（Tony Bennett）有同样看法，称英国作为世界强权的地位明显在快速下滑，但在邦德带来的幻想世界里，英格兰却依然有望成为世界事务的中心。
1953年，伦敦中部包括牛津街、上霍尔本（High Holborn）在内的部分地区仍然有炸弹尚未清除，虽然甜食已不受额度限制，但其他食品和煤仍受管制。《泰晤士报》新闻工作者兼历史学家本·麦金太尔（Ben Macintyre）称，英国人民战后需要容忍政府的紧缩和配给政策，国家眼看着就要失去强权地位，邦德则是这一切的“理想解药”。
《皇家赌场》涉及的问题包括英美关系，反映现实生活中美国对捍卫西方世界的核心作用。学者杰里米·布莱克指出，1951年秘密情报局特工盖伊·伯吉斯（Guy Burgess）和唐納德·麥克林叛逃苏联，英国在美国情报界形象大跌，弗莱明非常清楚两国此时的紧张关系，但他没有在作品中过于关注，邦德和雷特的良好关系也不能反映英美关系现实。
艾米斯的著作《詹姆斯·邦德卷宗》（The James Bond Dossier）声称，雷特在书中只是无足轻重的道具：“身为美国人，他却听命于英国人邦德，而且邦德一直都比他出色”。新闻工作者兼作家克里斯托弗·希欽斯发现“经典邦德故事的核心悖论”，即“表面上他们致力于英美合作抗击共产主义，但却无时无刻不表露同对美国和美国人的蔑视与不满”。不过，大卫·斯德（David Seed）的谍报小说主题著作表达不同看法，认为邦德在赌桌上战胜希弗斯靠的是美国机构的持续支持，包括资金支持和战术指导。
共产党对工会的影响一直受到英国媒体和议会关注，希弗斯在《皇家赌场》的叛变意味深长地指向第五縱隊，引起英国读者广泛共鸣。英国此时已有两名秘密情报局特工叛逃苏联，他们与劍橋五人組的其他成员一起向苏联泄露西方机密。所以莱切特认为，弗莱明试图通过《皇家赌场》“反映这种令人不安的道德困境：战后世界可能产生伯吉斯和麥克林这样的叛徒。新闻工作者兼作家马修·帕克（Matthew Parker）称，两人叛逃与弗莱明小说的出版时间非常接近，《皇家赌场》“可能是作者最接近約翰·勒卡雷风格的间谍小说”。钱斯洛认为，小说中的冷战从道德角度来看比现实生活更显模棱两可。
本森认为，善恶是小说最明显的主题，帕克有同样看法，并特别援引邦德在“邪恶本质”章节对勒内·马西斯（René Mathis）说的话：（勒·希弗斯的）邪恶存在已成为恶的代表，并且足以与善的代表分庭抗礼。学者贝丝·巴特菲尔德（Beth Butterfield）从存在主义视角解读邦德，在她看来，书中邦德已陷入信任危机，他的行为已超越善恶，不再是出于原则工作，而是为了个人而战。埃可同意巴特菲尔德的观点，认为邦德一度想要放弃这种在道德和心理上反复挣扎的诡诈生活，也想把这种生活可能带来的一切危险抛诸脑后。
布莱克认为，弗莱明在《皇家赌场》和后面的邦德小说中多次采用类似机制，以对手的邪恶为手段，合理化邦德的行为，而且邪恶一方往往就败在自己的手段上。以本作为例，企图刺杀邦德的保加利亚杀手最终自取灭亡。

## 出版和反响

### 出版史
1953年4月13日，《皇家赌场》精装本经乔纳森·凯普出版社在英国首发，封面也由弗莱明亲自设计。出版社共列印4728本，结果不到一个月就脱销，同月再版也很快售罄，1954年5月的第三版共八千本也没坚持多久。面对良好的销售势头，乔纳森·凯普直接同弗莱明订下三本书的合同。1955年4月，图书出版社发行小说平装本，第一年售出约4.1万本。
美国先后三家出版社把弗莱明的作品拒之门外，然后才有麥克米倫出版公司表示愿意接手。图书1954年3月23日在美国出版，但销售疲软，全年仅售四千本。1955年，热门图书馆（Popular Library）出版社将小说更名后发布平装本，他们对弗莱明建议的书名《00号间谍》（The Double-O Agent）与《致命赌博》（The Deadly Gamble）不以为然，最后采用《你自找的》（You Asked for It），还把邦德的名字改成“吉米·邦德”（Jimmy Bond），但依然无法引起美国读者的兴趣。

### 专业评价
《曼彻斯特卫报》刊登休·安森·福塞特（Hugh I'Anson Fausset）的文章，称赞《皇家赌场》是“一流惊悚小说......情节扣人心弦”。虽然他觉得小说“有些孩子气”，但作者扎实的叙事功底令故事跃然纸上。艾伦·罗斯（Alan Ross）在《泰晤士报文学增刊》（The Times Literary Supplement）发文，赞扬小说“极其引人入胜”，还称邦德在绿色呢绒赌桌上一掷千金的举动高雅而富诗意，散发出特殊的魅力。在他看来，本书“令人既兴奋又非常文明”。《听众》（The Listener）杂志的西蒙·拉文（Simon Raven）认为，作者是“超音速版約翰·布肯”，但他对小说情节有些不屑，认为作品构思巧妙，但其中充斥的“喝香槟、扔炸弹、几乎无休止地斗智斗勇……以及愚不可及的恋爱关系”却“不大可能让人信服”。拉文认为邦德的角色形象十分幼稚，但作者功底值得肯定，故事与众不同，叙述充满力量，创作的情节跃然纸上，情感上也很有说服力。
约翰·贝杰曼在《每日电讯报》发文，称“伊恩·弗莱明已经发现叙事艺术的秘密......那就是在每章最后都不要揭示高潮，这样读者就不得不继续翻页”。乔纳森·凯普出版社在图书的宣传广告中大量引述评论，这其中许多都在全国级报纸发表。《星期日泰晤士報》的评论称赞弗莱明是“埃里克·安伯勒（Eric Ambler）之后最优秀的英格兰惊悚小说家”，《觀察家報》也建议读者“不要错过”。
《時代雜誌》将本作与雷蒙·錢德勒的《漫長的告別》比较，称赞弗莱明对人物和故事节奏的把握就像杂耍球般令人叹为观止。杂志还称，邦德或许就是菲力普·馬羅的弟弟，只不过他从不需要咖啡来提神，只需来上大杯马天尼配伏特加。
安东尼·布彻（Anthony Boucher）在《纽约时报》发文，认为《皇家赌场》“基本上是私家侦探流派”虚构作品。他称赞作者前期叙事清晰，在第一章就能让完全没玩过百家乐的读者清楚游戏规则，而且赌局兴奋感超越过去看过的所有作品。但后面的部分观感不佳，似乎有意把书拖到更长，用一系列繁杂的陈辞滥调将读者折磨得筋疲力尽，最后的结局除了007号特工外恐怕没有任何人会感到意外。

## 改编

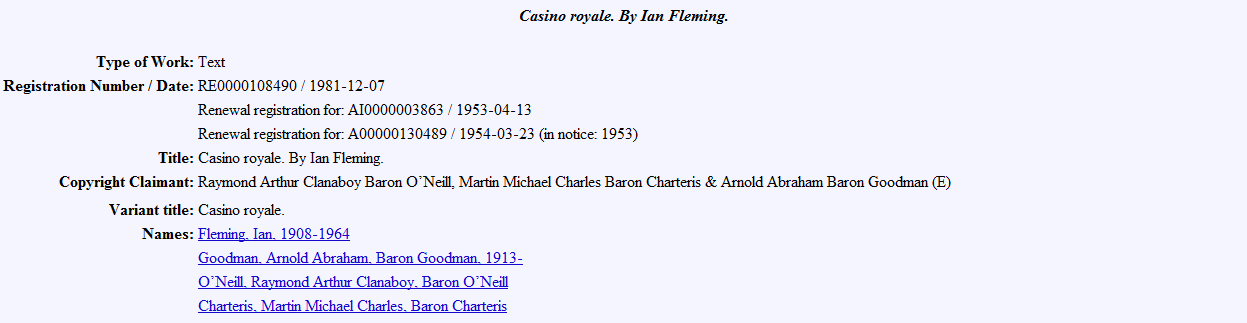
《皇家赌场》在美国的版权续约登记

1954年，CBS电视网向伊恩·弗莱明支付一千美元，把小说改编成《高潮》（Climax!）栏目时长一小时的节目。节目于1954年10月21日播出，巴瑞·尼尔森（Barry Nelson）扮演很有“牌感”的特工詹姆斯·“吉米”·邦德，彼得·罗饰演勒·希弗斯。主持人威廉·卢迪根（William Lundigan）在节目开始时简短介绍百家乐规则，方便观众理解这种当时还不流行的游戏。剧中将邦德改成美国特工，为“联合情报处”（Combined Intelligence）工作，原版小说中的雷特是英国人，在此更名克拉伦斯·雷特（Clarence Leiter）。邦德的联络人马西斯没有出现，但女主角改用他的姓氏，由慧絲柏·蓮更名瓦莱丽·马西斯（Valérie Mathis）。
1955年3月，弗莱明将小说电影改编版权以六千美元价格卖给制片人格雷戈里·拉托夫（Gregory Ratoff）。拉托夫去世后，经他的遗孀同意，制片人查尔斯·费尔德曼（Charles K. Feldman）获得授权制作电影版。费尔德曼认为，凭这份版权最好的获利手段就是拍摄讽刺电影。影片《007：皇家赌场》于1967年上映，哥倫比亞影業发行，大衛·尼文饰演邦德，共有五位导演，其他演员包括彼得·塞勒斯、乌苏拉·安德斯、奧森·威爾斯和伍迪·艾伦。英國電影協會称该片是“颠三倒四的全明星喜剧”。
《皇家赌场》是第一部改编成连载漫画的邦德小说，从1958年7月7日开始在《每日快報》连载并在全球同步发行，同年12月13日完成，作者是安东尼·赫恩（Anthony Hern），约翰·麦克卢斯基（John McLusky）绘图。弗莱明聘请画家根据他的构想画出詹姆斯·邦德的形象，以此协助《每日快报》的创作，但麦克卢斯基觉得原著作者的设想太“过时”，如果是二战前还差不多，所以将人物画得更显阳刚。2018年4月，范·詹森（Van Jensen）、丹尼斯·卡莱罗（Dennis Calero）绘图的图画小说改编版经炸药娱乐（Dynamite Entertainment）发行
哥伦比亚影业在推出1967年版电影后一直持有小说改编版权，但该公司于1989年被日本索尼收购，版权和知识产权投资组合均落入索尼之手。索尼影視娛樂和米高梅在1999年发生法律争议，索尼以《皇家赌场》电影改编版权交换米高梅拥有的部分《蜘蛛人》版权。制片公司因此得以在2006年推出重启作品《007大战皇家赌场》。影片由丹尼尔·克雷格扮演邦德，伊娃·格蓮饰演慧絲柏·蓮，麦斯·米科尔森诠释勒·希弗斯，茱蒂·丹契第五次在邦德电影中出演。片中邦德刚刚当上00级特工，整体情节和原著基本相符。

### 脚注
1. ↑  Fleming 2006，第213頁.
2. ↑  Lycett 1996，第99頁.
3. 1 2 3  Lycett 2004a.
4. ↑  Gant 1966，第45頁.
5. ↑  Lycett 1996，第96頁.
6. ↑  Gant 1966，第51頁.
7. 1 2  Pearson 1967，第161頁.
8. ↑  Lycett 1996，第165頁.
9. ↑  Lycett 2004b.
10. ↑  Chancellor 2005，第4頁.
11. ↑  Bennett & Woollacott 2003，第1頁，ch 1.
12. 1 2  Black 2005，第4頁.
13. 1 2  Ian Fleming & Ian Fleming Publications.
14. 1 2 3  Faulks & Fleming 2009，第320頁.
15. ↑  Macintyre 2008，第19頁.
16. ↑  MacLean 2012，第57頁.
17. 1 2  Chancellor 2005，第5頁.
18. ↑  Nudd 1989，第4頁.
19. ↑  Lycett 1996，第226頁.
20. ↑  Griswold 2006，第13頁.
21. ↑  Chancellor 2005，第98–99頁.
22. 1 2  Lycett 1996，第221頁.
23. ↑  Lycett 1996，第127頁.
24. ↑  Macintyre 2008，第54頁.
25. ↑  Upton 1987，第6頁.
26. ↑  Benson 1988，第4頁.
27. 1 2  Chancellor 2005，第25頁.
28. ↑  Rankin 2011，第136頁.
29. ↑  Lycett 1996，第152 and 221頁.
30. 1 2  Macintyre 2008，第67頁.
31. ↑  Macintyre 2008，第46頁.
32. ↑  O'Brien 2013.
33. ↑  Griswold 2006，第46頁.
34. ↑  Hellman 1962.
35. ↑  Fleming 2006，第41頁.
36. ↑  Lycett 1996，第257頁.
37. ↑  Fleming 2006，第52–53頁.
38. 1 2  Macintyre 2008，第50頁.
39. 1 2 3 4  Cook 2004，第40頁.
40. 1 2 3 4 5  Black 2005，第7頁.
41. ↑  Lycett 1996，第223頁.
42. ↑  Macintyre 2008，第74頁.
43. ↑  Chancellor 2005，第192頁.
44. ↑  Macintyre 2008，第88頁.
45. ↑  Chancellor 2005，第120頁.
46. ↑  Butler 1973，第241頁.
47. ↑  Amis 1966，第112頁.
48. ↑  Lyttelton & Hart-Davis 1979，第92頁.
49. ↑  Amis 1966，第111–12頁.
50. ↑  Benson 1988，第85頁.
51. ↑  Burgess 1984，第74頁.
52. ↑  Faulks & Fleming 2009，第318頁.
53. ↑  Eco 2009，第47頁.
54. ↑  Eco 2009，第48頁.
55. ↑  Eco 2009，第53頁.
56. ↑  Black 2005，第3頁.
57. ↑  Black & 2002-2003，第106–112頁.
58. ↑  Bennett & Woollacott 1987，第28頁.
59. ↑  Butler 1973，第248頁.
60. ↑  Macintyre 2008，第99頁.
61. ↑  Black 2005，第6頁.
62. ↑  Amis 1966，第90頁.
63. ↑  Hitchens 2006，第101頁.
64. ↑  Seed 2003，第126頁.
65. ↑  Kerr 2004.
66. ↑  Parker 2014，第135頁.
67. ↑  Chancellor 2005，第55頁.
68. ↑  Benson 1988，第86頁.
69. ↑  Parker 2014，第136–37頁.
70. ↑  Butterfield 2006，第12頁.
71. ↑  Eco 2009，第35頁.
72. ↑  Black 2005，第9頁.
73. 1 2  Lycett 1996，第244頁.
74. 1 2  The Great Bond Cover Up & The Guardian.
75. ↑  Lindner 2009，第14頁.
76. ↑  Parker 2014，第140頁.
77. ↑  Lindner 2009，第16頁.
78. 1 2  Benson 1988，第7頁.
79. ↑  Benson 1988，第8頁.
80. ↑  Benson 1988，第9頁.
81. ↑  Pfeiffer & Worrall 1998，第203頁.
82. 1 2  Fausset 1953，第4頁.
83. 1 2 3  Ross 1953，第40頁.
84. 1 2 3 4  Raven 1953，第695頁.
85. 1 2  Casino Royale & The Times.
86. 1 2  Books: Murder Is Their Business & Time.
87. 1 2  Boucher 1954，第BR27頁.
88. 1 2  What’s a dollar worth? & Federal Reserve Bank of Minneapolis.
89. ↑  Black 2005，第14頁.
90. 1 2  Benson 1988，第11頁.
91. ↑  Black 2005，第101頁.
92. ↑  Barnes & Hearn 2001，第56頁.
93. ↑  Casino Royale (1967) & AFI Catalog of Feature Films.
94. ↑  James Bond, Mike Sutton & British Film Institute.
95. ↑  Lycett 1996，第316頁.
96. ↑  Fleming, Gammidge & McLusky 1988，第6頁.
97. ↑  Pfeiffer & Worrall 1998，第213頁.
98. ↑  Simpson 2002，第21頁.
99. ↑  Review: James Bond: Casino Royale & Comicosity.
100. ↑  Davis 2010，第102頁.
101. ↑  Otto 2005.
102. ↑  Shprintz 1999.
103. ↑  Funnell 2011.
104. ↑  Poole 2018.

### 书籍
- Amis, Kingsley. . London: Pan Books. 1966. OCLC 154139618.
- Barnes, Alan; Hearn, Marcus. . London: Batsford Books. 2001. ISBN 978-0-7134-8182-2.
- Bennett, Tony; Woollacott, Janet. . London: Routledge. 1987  [2020-08-22]. ISBN 978-0-416-01361-0.
- Bennett, Tony; Woollacott, Janet. . Lindner, Christoph  (编). . Manchester: Manchester University Press. 2003. ISBN 978-0-7190-6541-5.
- Benson, Raymond. . London: Boxtree Ltd. 1988. ISBN 978-1-85283-233-9.
- Black, Jeremy. . Lincoln, NE: University of Nebraska Press. 2005  [2020-08-22]. ISBN 978-0-8032-6240-9. （原始内容存档于2022-01-03）.
- Burgess, Anthony. . London: Summit Books. 1984  [2020-08-22]. ISBN 978-0-671-52407-4.
- Butler, William Vivian. . London: Macmillan. 1973  [2020-08-22]. ISBN 978-0-333-14217-2.
- Butterfield, Beth. . Held, Jacob M.; South, James  (编). . Chicago, IL: Open Court Publishing. 2006  [2020-08-22]. ISBN 978-0-8126-9607-3. （原始内容存档于2022-01-03）.
- Chancellor, Henry. . London: John Murray. 2005. ISBN 978-0-7195-6815-2.
- Davis, Mark. . Shreveport, LA: BuzzGig LLC. 2010  [2020-08-22]. ISBN 978-0-615-33686-2. （原始内容存档于2021-12-23）.
- Eco, Umberto. . Lindner, Christoph  (编). . Manchester: Manchester University Press. 2009. ISBN 978-0-7190-6541-5.
- Faulks, Sebastian; Fleming, Ian. . London: Penguin Books. 2009. ISBN 978-0-14-103545-1.
- Fleming, Ian. . London: Penguin Books. 2006 [1953]. ISBN 978-0-14-102830-9.
- Fleming, Ian; Gammidge, Henry; McLusky, John. . London: Titan Books. 1988. ISBN 978-1-85286-040-0.
- Gant, Richard. . London: Mayflower-Dell. 1966. OCLC 487676374.
- Griswold, John. . Bloomington, IN: AuthorHouse. 2006  [2020-08-22]. ISBN 978-1-4259-3100-1. （原始内容存档于2021-12-23）.
- Lindner, Christoph. . Manchester: Manchester University Press. 2009  [2020-08-22]. ISBN 978-0-7190-6541-5. （原始内容存档于2021-12-23）.
- Lycett, Andrew. . London: Phoenix. 1996. ISBN 978-1-85799-783-5.
- Lyttelton, George; Hart-Davis, Rupert.  2. London: John Murray. 1979. ISBN 978-0-7195-3673-1.
- Macintyre, Ben. . London: Bloomsbury Publishing. 2008. ISBN 978-0-7475-9527-4.
- MacLean, Rory. . London: Constable & Robinson. 2012. ISBN 978-1-84901-857-9.
- Parker, Matthew. . London: Hutchinson. 2014. ISBN 978-0-09-195410-9.
- Pearson, John. . London: Pan Books. 1967. OCLC 60318176.
- Pfeiffer, Lee; Worrall, Dave. . London: Boxtree Ltd. 1998. ISBN 978-0-7522-2477-0.
- Rankin, Nicholas. . London: Faber and Faber. 2011  [2020-08-22]. ISBN 978-0-571-25062-2.
- Seed, David. . Priestman, Martin  (编). . Cambridge: Cambridge University Press. 2003. ISBN 978-0-521-00871-6.
- Simpson, Paul. . London: Rough Guides. 2002  [2020-08-22]. ISBN 978-1-84353-142-5. （原始内容存档于2021-12-23）.

### 期刊杂志
- Lycett, Andrew. . Oxford Dictionary of National Biography. 2004, 1  [2020-08-22]. doi:10.1093/ref:odnb/33168. （原始内容存档于2020-01-12）.需要订阅或英国公共图书馆会员资格
- Lycett, Andrew. . Oxford Dictionary of National Biography. 2004  [2020-08-22]. doi:10.1093/ref:odnb/40227. （原始内容存档于2019-09-14）.需要订阅或英国公共图书馆会员资格
- Nudd, John. . The Book and Magazine Collector. 1989-10, (67).
- Upton, John. . The Book and Magazine Collector (Diamond Publishing Group). 1987-08, (41).
- Hellman, Geoffrey T. . The New Yorker. 1962-04-21: 32  [2020-08-22]. （原始内容存档于2012-01-21）.
- Kerr, Sheila. . Oxford Dictionary of National Biography. 2011-01  [2020-08-22]. doi:10.1093/ref:odnb/37244. （原始内容存档于2019-09-15）.需要订阅或英国公共图书馆会员资格
- Black, Jeremy. . The National Interest. Winter 2002–03, (70): 106–112. JSTOR 42897447.
- Raven, Simon. . The Listener. 1953-04-23: 695.
- . Time. 1954-03-29  [2020-08-22]. （原始内容存档于2019-11-02）.
- Shprintz, Janet. . Variety. 1999-03-29  [2020-08-22]. （原始内容存档于2020-08-05）.
- Funnell, Lisa. . The Journal of Popular Culture. 2011-06, 44 (3): 455–472  [2020-08-22]. doi:10.1111/j.1540-5931.2011.00843.x. （原始内容存档于2021-12-06）.

### 报纸和网站
- 需点击后才能看到. Ian Fleming Publications.   [2020-08-22]. （原始内容存档于2020-06-09）.
- O'Brien, Liam. . The Independent on Sunday. 2013-04-14. （原始内容存档于2020-03-02）.
- Cook, William. . New Statesman. 2004-06-28: 40.
- Hitchens, Christopher. . The Atlantic Monthly. 2006-04-01: 101. （原始内容存档于2017-09-10）.
- . The Guardian. 2008-05-08  [2020-08-22]. （原始内容存档于2018-09-22）.
- Fausset, Hugh. . The Manchester Guardian. 1953-04-17: 4.
- Ross, Alan. . The Times Literary Supplement. 1953-04-17: 249.
- . The Times. 1953-05-09: 8.
- Boucher, Anthony. . The New York Times. 1954-04-25: BR27  [2020-08-22]. （原始内容存档于2020-07-23）.
- . Inflation Calculator. Federal Reserve Bank of Minneapolis.   [2020-08-22]. （原始内容存档于2020-06-25）.
- . AFI Catalog of Feature Films. American Film Institute.   [2020-08-22]. （原始内容存档于2020-08-22）.
- Sutton, Mike. . Screenonline. British Film Institute.   [2020-08-22]. （原始内容存档于2019-04-07）.
- . Comicosity. 2018-04-11  [2020-08-22]. （原始内容存档于2018-06-16）.
- Poole, Steven. . The Guardian. 2018-05-23  [2020-08-22]. （原始内容存档于2020-06-08）.
- Otto, Jeff. . IGN.com. IGN Entertainment, Inc. 2005-10-19  [2020-08-22]. （原始内容存档于2019-05-15）.